# Francis Ebejer
Francis Ebejer (* 28. August 1925 in Dingli, Malta; † 10. Juni 1993 in Swieqi, Malta) war ein maltesischer Schriftsteller.

## Leben
Ebejer, einer der bedeutendsten maltesischen Schriftsteller des 20. Jahrhunderts, war das älteste von sieben Kindern. Beide Elternteile waren Lehrer und so wuchs er in einem bildungsbürgerlichen Milieu auf. Ebejer studierte Medizin  an der University of Malta von 1942 bis 1943 und arbeitete sodann bis 1944 als Englisch-Italienisch-Übersetzer für die 8. Armee der Britischen Streitkräfte in Tripolitanien. Ebejer trat nach dem Krieg in die Fußstapfen seiner Eltern und wurde Lehrer für die englische Sprache. Er arbeitete als Lehrer in den Orten Siġġiewi und Żurrieq bis 1977. Als Schriftsteller arbeitete er bilingual, er schrieb sowohl auf Englisch als auch auf Maltesisch.
Ebejer begann sein literarisches Schaffen mit Hörspielen, Fernsehbeiträgen und Kurzgeschichten. Ein Teil seiner Kurzgeschichten erschienen zwischen 1980 und 1992 in New York, ein Teil seiner Hörspiele und Fernsehbeiträge wurde von der BBC produziert.
Später schrieb Ebejer auch für das Theater und setzte Maßstäbe in Produktion und Regie des modernen maltesischen Theaters. Er trat auch als Romanautor hervor, wobei die meisten seiner Romane in New York und London verlegt wurden. Übersetzungen seiner Werke erfolgten in erster Linie ins Italienische, aber auch ins Niederländische.
Seit 1961 war Ebejer Mitglied des englischen PEN-Zentrums. Francis Ebejer war der Vater des maltesischen Künstlers Damian Ebejer.

## Ehrungen
Ebejer erhielt  den Malta Literary Award (vier Mal), 1984 den Cheney Award for the Best Producer, 1982 und 1985 die Phoenicia Trophy for Culture und den Preis Citta de Valletta 1989. 1989 erhielt er die Medaille d'Honneur de la Ville d'Avignon. Er war Mitglied der Academy of Maltese Writers und Ehrenmitglied der Accademie de Vaucluse (Frankreich).

## Werke in Auswahl
- A Wreath of Maltese Innocents (1958)
- Wild Spell of Summer (1968)
- In the Eye of the Sun (1969)
- Come Again in Spring (1973)
- Requiem for a Malta Fascist (1980)
- Leap of Malta Dolphins (1982)
- The Malta Baron and I Lucian (postum 2002)